# Lijst van bruggen in Lyon

Overzicht van de bruggen in Lyon

De Franse stad Lyon telt tientallen bruggen over de twee rivieren die in de stad samenkomen: de Saône en de Rhône. Onderstaande tabellen geven voor beide vaarwegen een overzicht van de bruggen met een verwijzing naar de genummerde kaart hiernaast.

## Bruggen over de Rhône
| Nr. | Franse naam                          | Ingebruikname | Functie    | Foto |
| --- | ------------------------------------ | ------------- | ---------- | ---- |
| 1   | Pont Raymond Poincaré                | 1939/1989     | Weg        |      |
| 2   | Viaduc SNCF                          | 1857          | Rail       |      |
| 3   | Passerelle de la Cité Internationale | In studie     | Voetganger |      |
| 4   | Pont Winston Churchill               | 1984          | Weg        |      |
| 5   | Pont de Lattre de Tassigny           | 1956          | Weg        |      |
| 6   | Pont Morand                          | 1976          | Weg        |      |
| 7   | Passerelle du Collège                | 1844          | Voetganger |      |
| 8   | Pont Lafayette                       | 1890          | Weg        |      |
| 9   | Pont Wilson                          | 1918          | Weg        |      |
| 10  | Pont de la Guillotière               | 1953          | Weg        |      |
| 11  | Pont de l'Université                 | 1903          | Weg        |      |
| 12  | Pont Gallieni                        | 1965          | Weg        |      |
| 13  | Viaduc de Perrache                   | 1856          | Rail       |      |
| 14  | Pont des Girondins                   | In studie     | Weg        |      |
| 15  | Pont Pasteur                         | 1949          | Weg        |      |
| 16  | Pont Raymond Barre                   | In studie     | Weg        |      |

## Bruggen over de Saône
| Nr. | Franse naam                                    | Ingebruikname | Functie    | Foto |
| --- | ---------------------------------------------- | ------------- | ---------- | ---- |
| 1   | Pont de l'Île Barbe                            | 1827          | Weg        |      |
| 2   | Pont Schuman                                   | In studie     |            |      |
| 3   | Passerelle Masaryk                             | 1831          | Weg        |      |
| 4   | Pont Clemenceau                                | 1952          | Weg        |      |
| 5   | Pont Kœnig                                     | 1972          | Weg        |      |
| 6   | Passerelle de l'Homme de la Roche              | 1989          | Voetganger |      |
| 7   | Passerelle Saint-Vincent                       | 1832          | Voetganger |      |
| 8   | Pont la Feuillée                               | 1949          | Weg        |      |
| 9   | Pont du Change (verdwenen)/ Pont Maréchal Juin | 1973          | Weg        |      |
| 10  | Passerelle du Palais de Justice                | 1983          | Voetganger |      |
| 11  | Pont Bonaparte                                 | 1950          | Weg        |      |
| 12  | Passerelle Paul Couturier                      | 1853          | Voetganger |      |
| 13  | Pont d'Ainay                                   | verdwenen     |            |      |
| 14  | Pont Kitchener-Marchand                        | 1959          | Weg        |      |
| 15  | Viaduc de l'A6                                 | 1971          | Weg        |      |
| 16  | Viaduc de la Quarantaine                       | 1856          | Rail       |      |
| 17  | Ponts de la Mulatière                          | 19xx          | Weg/Rail   |      |